# Tupigea lisei
Tupigea lisei är en spindelart som beskrevs av Huber 2000. Tupigea lisei ingår i släktet Tupigea och familjen dallerspindlar. Inga underarter finns listade i Catalogue of Life.